# 10740 Fallersleben
10740 Fallersleben (1988 RX2) là một tiểu hành tinh vành đai chính được phát hiện ngày 8 tháng 9 năm 1988 bởi F. Borngen ở Tautenburg.